# Hazaribag (distrikt)
Hazaribag är ett distrikt i Chutia Nagpur i den indisks delstaten Jharkhand, med en yta på 18 184 kvadratkilometer. Huvudstaden är Hazaribag. Distriktet har stenkolsgruvor.